# Награди „Оскар“ (58-а церемония)
Петдесет и осмата церемония по връчване на филмовите награди „Оскар“ се провежда на 24 март 1986 година. На нея се връчват призове за най-добри постижения във филмовото изкуство за предходната 1985 година. Събитието се провежда в „Дороти Чандлър Павилион“, Лос Анджелис, Калифорния. Водещи на представлението са Алън Алда, Джейн Фонда и Робин Уилямс.
Големият победител на вечерта е романтичната драма „Далеч от Африка”, на режисьора Сидни Полак, номинирана в 11 категории за наградата, печелейки 7 статуетки.
Сред останалите основни заглавия са южняшко-расистката драма „Пурпурен цвят“ на Стивън Спилбърг, трилърът „Свидетел“ на Питър Уиър и гангстерската трагикомедия „Честта на фамилията Прици“ на Джон Хюстън.
Любопитен факт, е наградата в категорията за най-добра поддържаща женска роля за Анжелика Хюстън, която печели приза за изпълнението си под режисурата на своя баща Джон Хюстън.

## Филми с множество номинации и награди
| Долуизброените филми получават повече от 2 номинации в различните категории за настоящата церемония: - 11 номинации: Далеч от Африка, Пурпурен цвят - 8 номинации: Свидетел, Честта на фамилията Прици - 4 номинации: Завръщане в бъдещето, Целувката на жената-паяк, Ран - 3 номинации: Влакът беглец, Agnes of God, Хорова партия | Долуизброените филми получават повече от 1 награда „Оскар“ на настоящата церемония: - 7 статуетки: Далеч от Африка - 2 статуетки: Свидетел, Какавидите |

## Номинации и награди
Долната таблица показва номинациите за наградите в основните категории. Победителите са изписани на първо място с удебелен шрифт.
| Най-добър филм | Най-добър режисьор |
| --- | --- |
| - Далеч от Африка - Пурпурен цвят - Целувката на жената-паяк - Честта на фамилията Прици - Свидетел | - Сидни Полак – Далеч от Африка - Хектор Бабенко – Целувката на жената-паяк - Джон Хюстън – Честта на фамилията Прици - Акира Куросава – Ран - Питър Уиър – Свидетел                                    |
| Най-добра мъжка роля | Най-добра женска роля |
| - Уилям Хърт – Целувката на жената-паяк - Харисън Форд – Свидетел - Джеймс Гарнър – Романсът на Мърфи - Джак Никълсън – Честта на фамилията Прици - Джон Войт – Влакът беглец                                                        | - Джералдин Пейдж – Пътуване до Баунтифул - Ан Банкрофт – Агнес Божия - Упи Голдбърг – Пурпурен цвят - Джесика Ланг – Сладки сънища - Мерил Стрийп – Далеч от Африка                                    |
| Най-добра поддържаща мъжка роля | Най-добра поддържаща женска роля |
| - Дон Амичи – Какавидите - Клаус Мария Брандауер – Далеч от Африка - Уилям Хики – Честта на фамилията Прици - Робърт Лоджия – Jagged Edge - Ерик Робъртс – Влакът беглец                                                             | - Анжелика Хюстън – Честта на фамилията Прици - Маргарет Ейвъри – Пурпурен цвят - Ейми Мадиган – Два пъти в живота - Мег Тили – Агнес Божия - Опра Уинфри – Пурпурен цвят                               |
| Най-добър оригинален сценарий | Най-добър адаптиран сценарий |
| - Свидетел – Ърл Уолас и Уилям Кели - Завръщане в бъдещето – Робърт Земекис и Боб Гейл - Официалната версия – Луис Пуенсо и Аида Бортник - Бразилия – Тери Гилиъм, Том Стопард и Чарлс Маккиън - Пурпурната роза от Кайро – Уди Алън | - Далеч от Африка – Кърт Людке - Пурпурен цвят – Мено Мейес - Целувката на жената-паяк – Леонард Шрадер - Честта на фамилията Прици – Ричард Кондън и Джанет Роач - Пътуване до Баунтифул – Хортън Фути |
| Най-добра кинематография (операторско майсторство) | Най-добър чуждоезичен филм |
| - Далеч от Африка – Дейвид Уоткин - Пурпурен цвят – Allen Daviau - Романсът на Мърфи – Уилям Фрейкър - Ран – Такао Сайто, Масахаро Уеда и Асаказу Накай - Свидетел – Джон Сийл                                                       | - Официалната версия (Аржентина) - Гневна жътва (ФРГ) - Полковник Редл (Унгария) - Трима мъже край люлката (Франция) - Баща в командировка (Югославия)                                                  |